# 加里宁方面军
加里宁方面军是苏联红军在苏德战争战场部署的一支方面军，以城市加里宁（特维尔）命名。1941年10月17日，加里宁方面军正式组建。1942年11月，加里宁方面军和西部方面军一同參與熱澤夫戰役。1943年又參與進攻涅韋爾-戈羅多克。1943年10月，该军改編為为波羅的海沿岸第1方面軍。